# Just Me (álbum de Tiffany)
Just Me es séptimo álbum estudio de Tiffany, fue lanzado el año 2007. Recién salida del programa de televisión inglés Celebrity Fit Club, la sensación pop de los 80's lanzó su primer álbum con música completamente original desde Dust Off and Dance del 2005. El primer sencillo y video musical fue "Feels Like Love". El video de "Feels Like Love" fue lanzado oficialmente en por la compañía de discográfica de Tiffany, 10 Spot Records. El día del lanzamiento del álbum Tiffany realizó un show gratuito en el Virgin Megastore Sunset en Los Ángeles, California.

## Lista de canciones
- "Feels Like Love" (Tiffany, Charlie Colin, Gregory Butler, Jennifer Crowe)
- "Just Me" (Tiffany, Robert Tarango, Gene Reeves)
- "Be Alright" (Tiffany, Robert Tarango, Gene Reeves, Michelle Ann Owens)
- "Hiding Behind the Face" (Tiffany, Tim Feehan, Gene Black)
- "Calling Out Your Name" (Tiffany, Gregory Butler, Ryan Kirk)
- "Mind Candy" (Gregory Butler, Jaime Wyatt)
- "Anyone But Me" (Charlie Colin, Gregory Butler, Jennifer Crowe)
- "Streets of Gold" (Tommy Wright)
- "This Love" (Tiffany, Gregory Butler, Ryan Kirk)
- "Winter's Over" (Tiffany, Loren Gold, Colette Rounsvall)
- "I Will Not Breakdown" (Tim Feehan, Gene Black, Steven Joe Brooks)
- "Come on Baby" (Bonus Track)